# Mobil spillekonsol
En mobil spillekonsol er en lille mobil spillekonsol med en indbygget skærm, spillekontroller og højtalere. Mobile spillekonsoller er mindre end videospilkonsoller og indeholder en konsol, skærm, højtalere og kontroller i en enhed, hvilket gør det let at tage dem med og spille computerspil på dem.

## Galleri
|                                                                            |
| Nintendo Game Boy fra 1989 var den første mobile spillekonsol på markedet. |

|                                                                        |
| Atari Lynx fra 1989 var den første mobile spillekonsol med farveskærm. |

|                         |
| Sega Game Gear fra 1991 |

|                                                        |
| PlayStation Portable fra Sony lanceret i 2005 i Europa |